# Famille de Saulieu
 (décembre 2022).
Si vous disposez d'ouvrages ou d'articles de référence ou si vous connaissez des sites web de qualité traitant du thème abordé ici, merci de compléter l'article en donnant les références utiles à sa vérifiabilité et en les liant à la section « Notes et références ».
Pour les articles homonymes, voir Familles de Saulieu.
La famille de Saulieu de La Chomonerie est une famille subsistante de la noblesse française, originaire du Nivernais. Le nom de terre de La Chomonerie (à Lurcy-le-Bourg, Nièvre) a été ajouté au patronyme au XVIIIe siècle. La branche ainée semble ne plus le porter à l’état-civil.
La famille de Saulieu remonte sa filiation suivie jusqu'en 1541, fut confirmée noble et anoblie en tant que de besoin par lettres patentes de 1653, et fut maintenue noble à Moulins en 1702.

## Histoire
Le premier auteur connu de cette famille, Jean Ier de Saulieu, contrôleur ordinaire des guerres en 1541, échevin de Nevers en 1560, marié vers 1545 avec Catherine Pernin, eut pour fils :
- François Ier de Saulieu, échevin de Nevers en 1597, marié vers 1577 avec Juliette Destrappes, dont :
  - Jean II de Saulieu (1592-1630), seigneur de Rémeron, receveur des tailles à Nevers, marié vers 1618 avec Catherine Tenon, dont :
    - François II de Saulieu (1622- ), seigneur de Rémeron, trésorier de France au bureau des finances de la généralité de Moulins, confirmé ou anobli en 1653, marié avec Anne Gascoing, dont :
      - François III de Saulieu (1672-1738), qui poursuivit.

La famille de Saulieu a donné depuis le XVIIe siècle des officiers, des chevaliers de différents ordres (Mont-Carmel et Saint-Lazare, Saint-Louis, ordres du Lys et de la Légion d’honneur). Par ailleurs, quatre générations successives ont exercé la fonction de maire de Lurcy-le-Bourg (Nièvre), leur commune d’adoption.
Charles François de Saulieu (1754-1828) a été décoré de l'ordre de Cincinnati pour sa participation à la guerre d'indépendance des États-Unis, comme à la bataille des Saintes.
La famille a comparu en 1789 dans l'ordre de la noblesse du bailliage du Nivernais.
La famille de Saulieu est composée de deux branches récentes. Guillaume de Saulieu (1946), fils de Jacques de Saulieu (1917-2007), est aujourd'hui chef de famille.

## Preuves de noblesse
Ces preuves ont été présentées à l'Association d'entraide de la noblesse française (ANF) pour l'entrée de la famille dans l'association en 1940, puis lors d'admissions suivantes :
- Le 3 mars 1940, preuves d'entrée : 14 mars 1789, Comparution pour l’ordre de la noblesse, bailliage de Nivervais (AN BIII 97) [4].
- Le 25 novembre 1976, preuves supplémentaires : 27 avril 1765, Certificat de noblesse délivré par Louis Pierre d’Hozier pour l’admission dans les pages de la grande écurie (BN Ms Fs 32109) [5].
- 25 novembre 1978, preuves supplémentaires : 27 août 1667, Procès-verbal des preuves de noblesse présentés pour l’admission dans l’ordre de Notre-Dame du Mont carmel et de Saint Lazare (Archives familiales).
- 20 juin 2001, preuves supplémentaires : 12 juin 1702, Jugement de maintenue de noblesse rendu par Jacques Mansar de Sagonne, intendant de la généralité de Moulins (Archives familiales).

## Personnalités

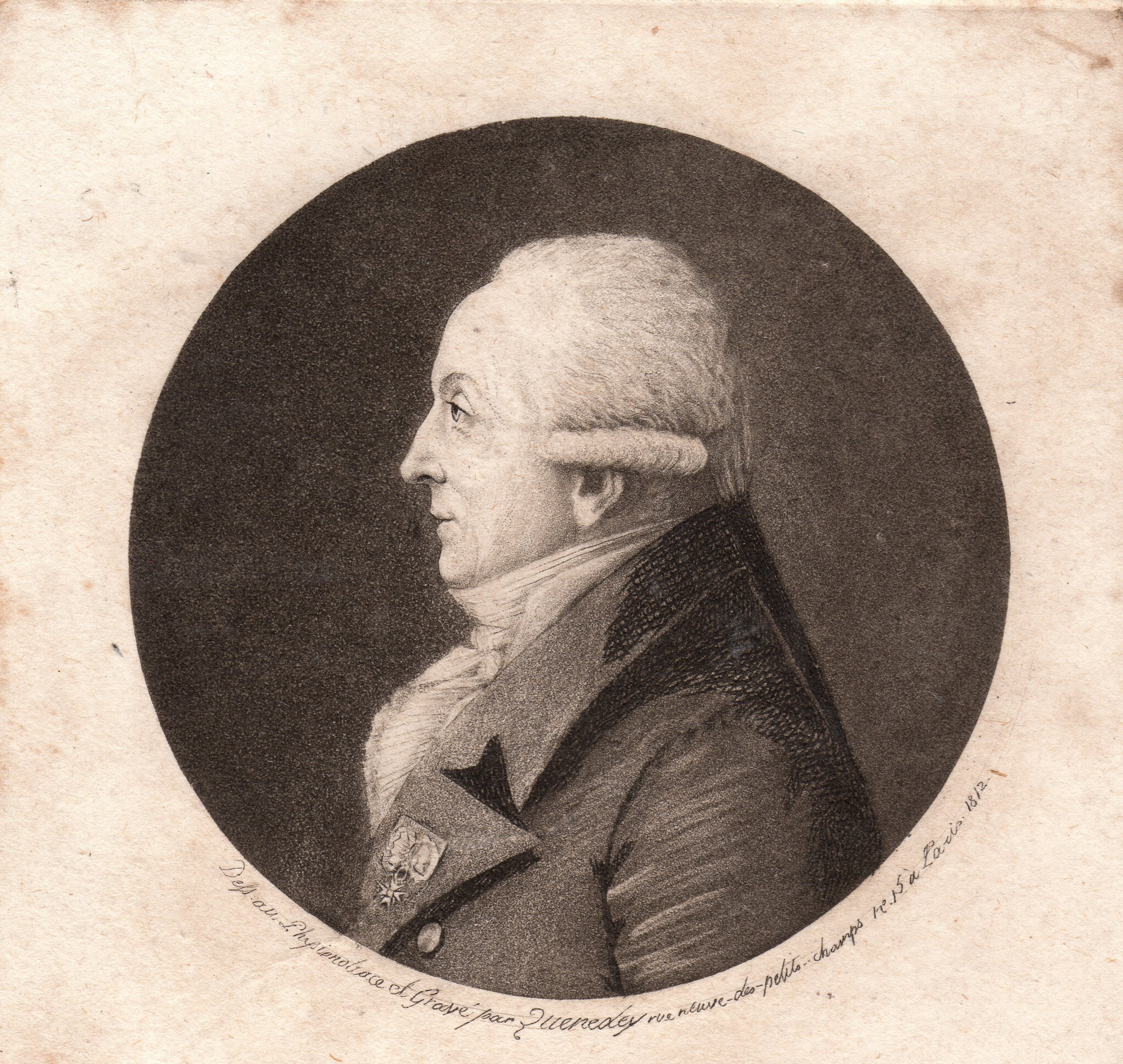
Charles François de Saulieu

- Jean François de Saulieu-Saincaize (1740 - 1812), seigneur du Marais, chevau-léger de la garde du roy, chevalier de Saint-Louis. Il était dans la société de la duchesse de Polignac. Sa descendante, la marquise de Fayet, raconte dans ses mémoires : Un jour, la reine venant voir son amie, y rencontra monsieur de Saulieu, alors fort jeune et charmant cavalier ; et comme il se disposait à se retirer " Restez, restez monsieur le chevau-léger, lui dit la reine, je suis fort aise de vous trouver ..." Depuis lors, il eut l'honneur d'en être reçu avec la même bienveillance[6].

- Charles François de Saulieu (1754 - 1828), seigneur de La Chomonerie, lieutenant au premier régiment de Limousin pendant la campagne d'Amérique. Il sert sous l'amiral de Grasse et perd le bras gauche sur la Nymphe à la bataille des Saintes. Croix de Saint Louis, ordre de Cincinnati, puis, après la Révolution, devient conseiller général de la Nièvre et maire de Lurcy-le-Bourg. Il épouse en 1787 Rose Simone Sallonnier de Varennes.

- Jacques de Saulieu de La Chomonerie (1876 - 1917), arrière-petit-fils du précédent, auteur de la branche cadette, chevalier de la Légion d'honneur, croix de guerre 14-18, sous-lieutenant au 4e régiment de zouaves, mort pour la France au chemin des Dames, maire de Lurcy-le-Bourg.

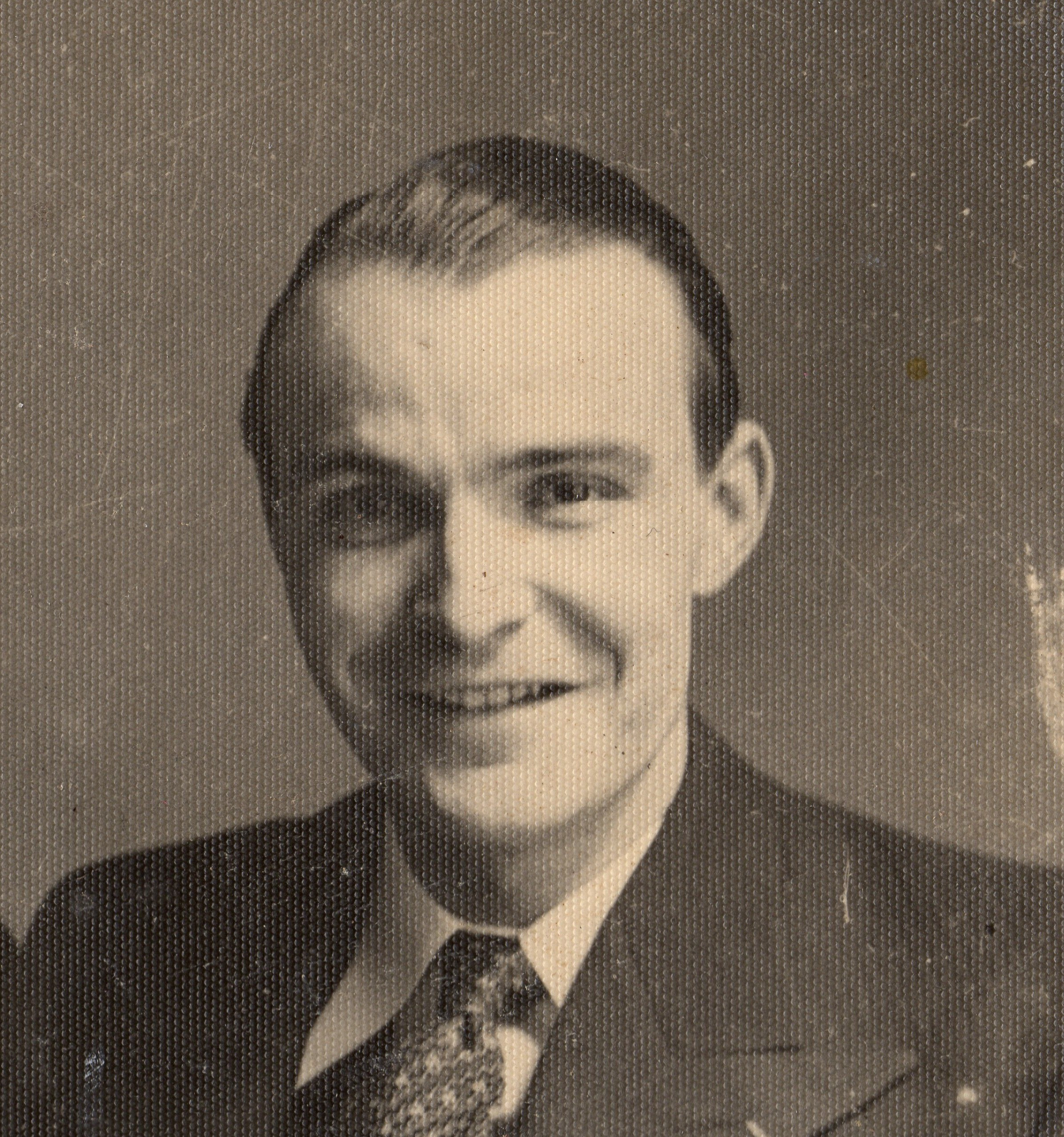
François de Saulieu de La Chomonerie

- François de Saulieu de La Chomonerie (1907 - 1987), fils du précédent, fondateur du Journal Les Routiers en 1934[7],[8] et de la chaine des Relais routiers en 1935. Secrétaire confédéral de la Confédération nationale des Salariés de France ; fondateur de l'Union internationale des chauffeurs routiers ; fondateur de l'Association familiale de la famille de la route. Il est l'auteur de " Le travail et la peine des Hommes " aux éditions S.E.J.T Il est aussi l'auteur d'autres livres : « Cendres et poussières », poèmes, Rio de Janeiro 1927. « Solitudes », Poèmes, 1930. « Un soir sur l’Euphrate », Roman 1933. « Légendes d’amour », Contes 1934. « La combe aux loups », Roman 1945. « Petite histoire du travail », 1962. Le journal Les Routiers est dirigé depuis 2002 par son petit-fils Laurent de Saulieu O'Toole (1969), succédant à son père Patrice de Saulieu O'Toole (1943)[7],[9].

- Jacques Amable de Saulieu de La Chomonerie (1938), fils ainé du précédent, coauteur, avec Jean de Vaulchier et Jean de Bodinat, de l'Armorial de l'ANF[10]. Jacques Amable et Patrice de Saulieu ont publié de 1962 à 1965 un journal mondain : La gazette du Monde et de la Ville.

- Thierry de Saulieu de La Chomonerie (1947), frère du précédent, rédacteur en chef du magazine Les Routiers. Thierry de Saulieu a été responsable de la réalisation des dossiers économiques, transport et véhicules industriels au Figaro de 1980 à 2008. Il a créé le premier magazine grand public de camions « Les Maxis » de 1970 à 1980. Thierry de Saulieu a été responsable de rubrique pour l’Équipe et Le Parisien entre 1981 et 1985. Il a également été responsable des essais autos à l’Argus de l’automobile de 1970 à 1983, et des essais camions et techniques au magazine Les Routiers. Il a commencé sa carrière en 1967 comme reporter de guerre photo[11]. Thierry de Saulieu a notamment participé 18 fois au rallye Paris-Dakar en camion (dont 3 victoires).

## Héraldique
Les armes des Saulieu se blasonnent ainsi : Tiercé en fasce : au 1 de gueules, à trois étoiles d'or ; au 2 d'or plein ; au 3 d'azur, au lévrier passant d'argent, colleté de gueules, bordé et cloué d'or.

## Situation contemporaine
La famille de Saulieu est membre de l’ANF, ainsi que de l’Association des Vieux Noms Français Subsistants (VNFS).

## Galerie

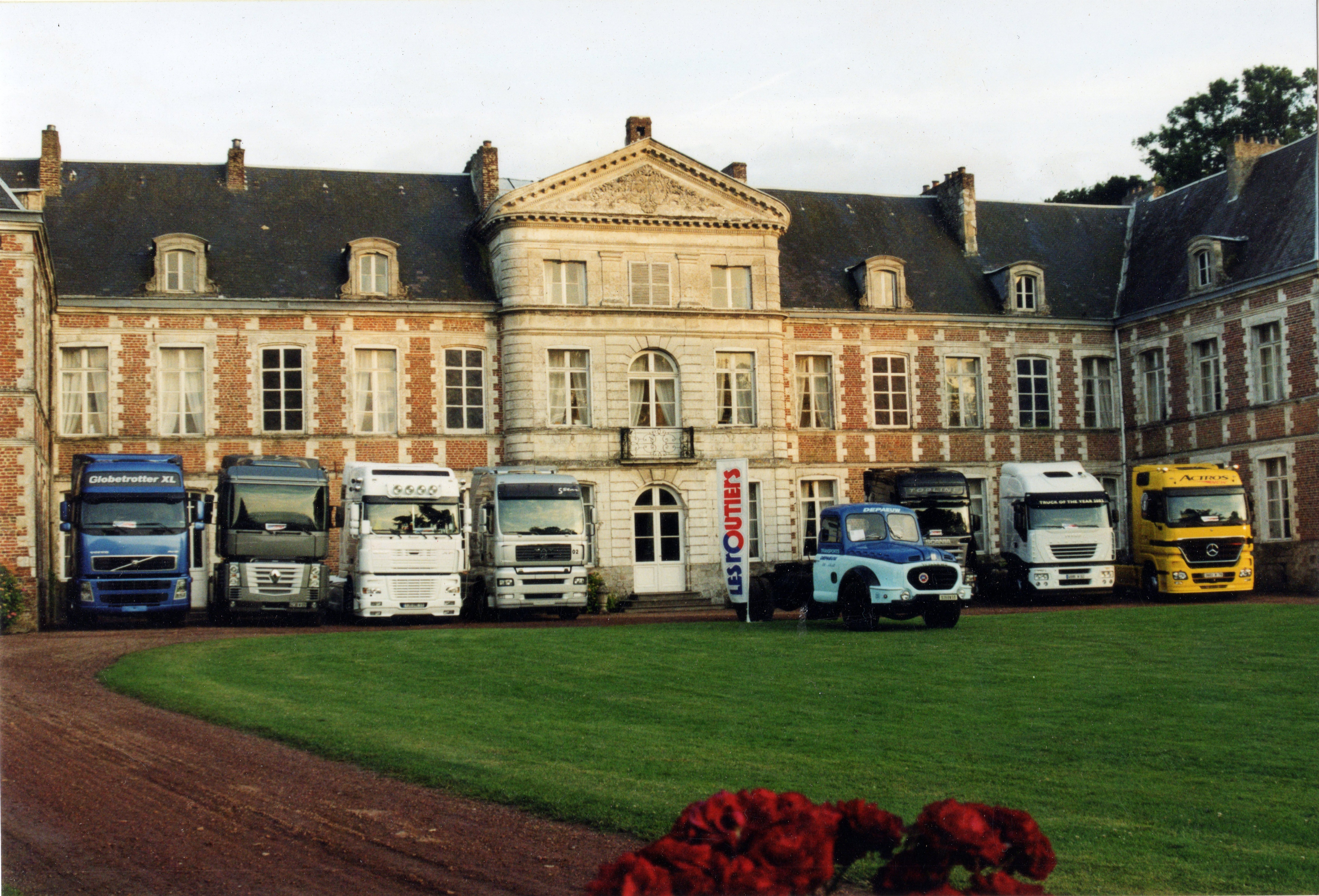
70 ans des Routiers à Grand-Rullecourt
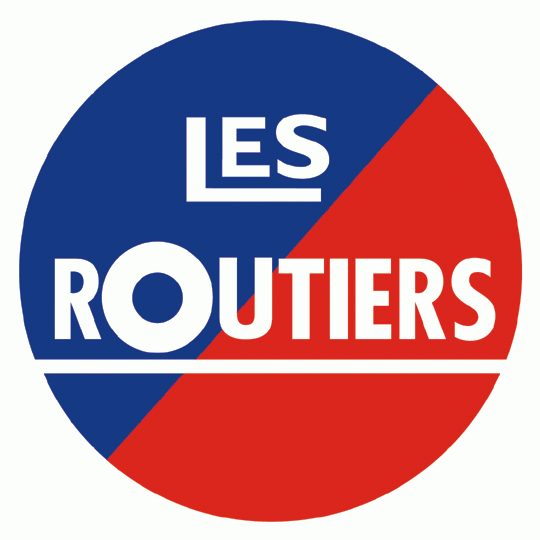
Logo des Routiers
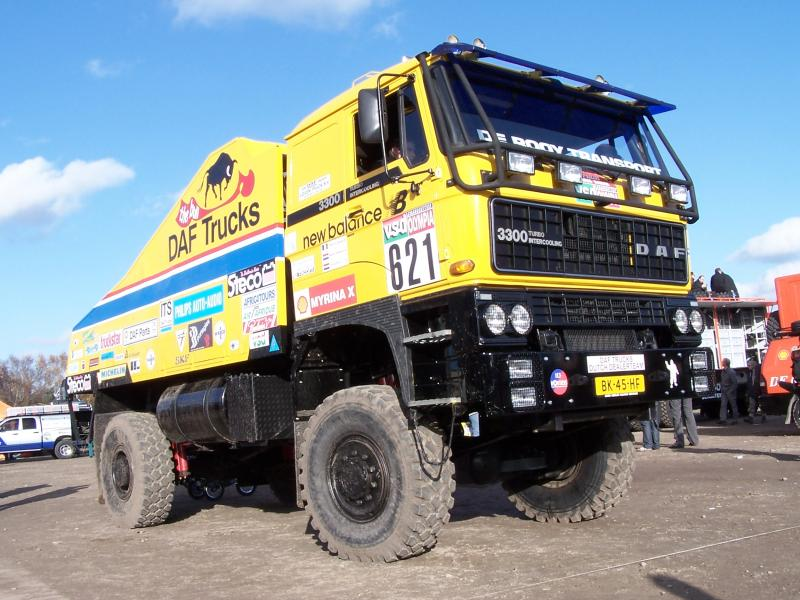
Dakar 1985. DAF F3300. Thierry de Saulieu, Johannes de Rooy, Martinus Ketelaars.

## Alliances
Les principales alliances de la famille de Saulieu sont : Pernin (1545), Destrappes (1577), Tenon (1618), Gascoing, de Boysseulh (1904), de Bar de La Garde (1906), de Noblet de La Clayette (1908), O'Toole de Leinster (1936), de La Chapelle (1942), de Chabot-Tramecourt, Colonna de Giovellina, de Buyer-Mimeure, Savary de Beauregard, d'Aboville.

## Postérité
- Centre François de Saulieu, à Bègues (Allier)